# Ras Doumeira
Ras Doumeira (Cape Doumeira, in somalo: Raas Dumeera) è un capo che si estende nel Mar Rosso, verso le Isole Doumeira. Esso costituisce l'estremità terrestre del confine tra l'Eritrea e Gibuti, sulla costa del Mar Rosso. L'area è condivisa da Gibuti ed Eritrea, ed è stata oggetto di una disputa di confine tra i due paesi nel 2008.

## Geografia
Douméra è un luogo deserto e disabitato, senza risorse idriche. Un piccolo massiccio, perpendicolare al mare, taglia in due il promontorio e si estende verso l'interno prima di diramarsi verso nord. L'isola si trova all'incirca nel prolungamento del promontorio, ma leggermente a sud, a poche decine di metri dalla costa.

## Storia
Il confine costiero tra i possedimenti francesi e italiani fu fissato a Douméra nel 1891 e confermato nel 1901. Un protocollo firmato a Roma il 24 gennaio 1900 specifica che il confine internazionale tra Eritrea e Gibuti inizia a est a Capo Doumeira (Ras Doumeira), sulla costa occidentale del Mar Rosso. Una missione congiunta sul campo convalidò questo confine nel 1902. L'accordo franco-italiano del 7 gennaio 1935 prevedeva la cessione di questo territorio all'Eritrea. L'accordo fu ratificato dal parlamento francese il 26 marzo 1935, mentre il parlamento italiano non lo ratificò. Il confine quindi rimane invariato e l'isola è indivisa tra i due paesi. Douméra è stata il pretesto per lo scontro armato tra Eritrea e Gibuti nel giugno 2008.